# Puljane
Puljane falu Horvátországban Šibenik-Knin megyében. Közigazgatásilag Prominához tartozik.

## Fekvése
Knintől légvonalban 15, közúton 21 km-re, községközpontjától 4 km-re északnyugatra, Dalmácia északi-középső részén, a Krka szurdokvölgyének bal partján fekszik. Puljani a falu központi része, településrészei még Nečven és Seline.

## Története
A település története szorosan kötődik a felette emelkedő magaslaton található Nečven várának történetéhez. Nečven a horvát történész Grgur Urlić-Ivanović szerint a 9. században épült. A középkorban Nelipić grófok birtoka volt. Nevét a legenda szerint egy szép Nelipić-lányról kapta, akit miután elutasította az erőszakos bribiri gróf közeledését megmérgeztek. A történet jól szimbolizálja a Nelipićek és a bribiri grófok a Šubićok közötti ellenségeskedéseket. A Nelipićek azután értek hatalmuk csúcsára, hogy 1322-ben a Šubićokat letörve Dél-Horvátország legnagyobb urai lettek. A család 1434-ben Ivaniš Nelipčić halálával halt ki. Birtokaikat Luxemburgi Zsigmond király kegyeltje, Tallóci Matkó kapta meg. A török 1522-ben foglalta el Nečven várát, mely a túloldali Trošenj várával együtt a Krkán itt átívelő hidat biztosította. A község területe a moreai háború során 1688-ban szabadult fel a török uralom alól. Miután 1797-ben a francia seregek felszámolták a Velencei Köztársaságot osztrák csapatok szállták meg. 1809-ben az Első Francia Császárság Illír Tartományának része lett. 1815-ben a bécsi kongresszus újra Ausztriának adta, amely a Dalmát Királyság részeként Zárából igazgatta 1918-ig. A falunak 1857-ben 387, 1910-ben 578 lakosa volt. Az első világháború után előbb a Szerb-Horvát-Szlovén Királyság, majd Jugoszlávia része lett. Az 1970-es években nagy számú lakosság vándorolt ki a jobb megélhetés reményében. 1991-ben csaknem teljes lakossága horvát volt. A délszláv háború idején 1991-ben szerb felkelők és a JNA csapatai szállták meg és a Krajinai Szerb Köztársasághoz csatolták. A horvát hadsereg 1995 augusztusában a Vihar hadművelet során foglalta vissza a települést. A falunak 2011-ben 52 lakosa volt.

## Lakosság
| Lakosság változása | Lakosság változása | Lakosság változása | Lakosság változása | Lakosság változása | Lakosság változása | Lakosság változása | Lakosság változása | Lakosság változása | Lakosság változása | Lakosság változása | Lakosság változása | Lakosság változása | Lakosság változása | Lakosság változása | Lakosság változása |
| ------------------ | ------------------ | ------------------ | ------------------ | ------------------ | ------------------ | ------------------ | ------------------ | ------------------ | ------------------ | ------------------ | ------------------ | ------------------ | ------------------ | ------------------ | ------------------ |
| 1857               | 1869               | 1880               | 1890               | 1900               | 1910               | 1921               | 1931               | 1948               | 1953               | 1961               | 1971               | 1981               | 1991               | 2001               | 2011               |
| 387                | 472                | 454                | 469                | 545                | 578                | 599                | 683                | 801                | 812                | 707                | 443                | 234                | 159                | 69                 | 52                 |

## Nevezetességei
- Nečven várának romjai[5] a Krka bal partján találhatók. A folyó felőli meredek déli oldalon a falak magassága még mindig eléri a tizenöt métert, míg az északi oldalon teljesen le vannak rombolva. Ezen az oldalon az egyetlen magasan kiemelkedő építmény a négyszögletes torony, melynek falai mintegy öt emelet magasságban állnak.
- Puljana őskori várának maradványa Oklajtól északnyugatra, a Krka-kanyon bal oldalán, a Puljana területén fekvő Gradina nevű lelőhelyen található. A domboldalhoz való hozzáférést délkelet felől 160 m hosszúságban kialakított erős, kőből épített sánc védi, mely a tövénél legfeljebb 30 méter széles és legfeljebb 6 méter magas. A sáncok belsejében jól láthatóan körülbelül ötven kőház maradványai láthatók, ami az itteni erődített településről tanúskodik. A település kerámia leletanyaga a vaskorból, a római uralom idejéből és a késő ókorból származik.[6]